# Ортоборат лития
Ортоборат лития — неорганическое соединение,
соль лития и борной кислоты с формулой Li3BO3,
бесцветные кристаллы.

## Получение
- Спекание карбоната лития и оксида бора:

{\displaystyle {\mathsf {3Li_{2}CO_{3}+B_{2}O_{3}\ {\xrightarrow {850^{o}C}}\ 2Li_{3}BO_{3}+3CO_{2}}}}

## Физические свойства
Ортоборат лития образует кристаллы
моноклинной сингонии,
пространственная группа P 21/c,
параметры ячейки a = 0,3265 нм, b = 0,9180 нм, c = 0,8316 нм, β = 101,05°, Z = 4
.